# Talaiot de sa Cova de sa Nineta
Der Talaiot de sa Cova de sa Nineta (auch nur Talaiot de sa Nineta) ist ein prähistorischer Turmbau auf der spanischen Baleareninsel Mallorca. Er steht im Gemeindegebiet von Santa Margalida in der Region (Comarca) Pla de Mallorca, nahe der Bucht von Alcúdia an der Nordküste der Insel. Der auf einem quadratischen Grundriss erbaute Talaiot (vom katalanischen Wort talaia für „Beobachtungs- und Wachturm“) ist im unteren Teil erhalten. Das Bauwerk ist in Zyklopen-Technik errichtet und wird der bronzezeitlichen Talaiot-Kultur (auch Talayot-Kultur) zugerechnet, die Mallorca von 1300 bis 123 v. Chr. prägte.

## Lage
Der Talaiot de sa Cova de sa Nineta befindet sich auf dem Gebiet von Son Serra innerhalb der Gemeinde Santa Margalida. Son Serra ist der Name eines ehemaligen Landgutes, das sich an der Küste zwischen den Mündungen des Torrent de Son Real und des Torrent de na Borges erstreckte, zweier Sturzbäche, die aus dem Inselinneren das Wasser starker Regenfälle nach Norden ins Mittelmeer entwässern. Das Landgut ist heute parzelliert und wird von Nordwest nach Südost von der Landstraße MA-12 durchzogen, die Alcúdia über Can Picafort mit Artà verbindet. Der Talaiot steht direkt an dieser Landstraße, wenige Meter nordwestlich der Einmündung der einzigen in diesem Gebiet zum Meer führenden Straße, der Anbindung des Ortes Son Serra de Marina an der Bucht von Alcúdia. Die Straße zur Küste trägt nach dem vorgeschichtlichen Bauwerk den Namen Avinguda del Talaiot de sa Nineta und endet am Hafen von Son Serra de Marina.

## Beschreibung

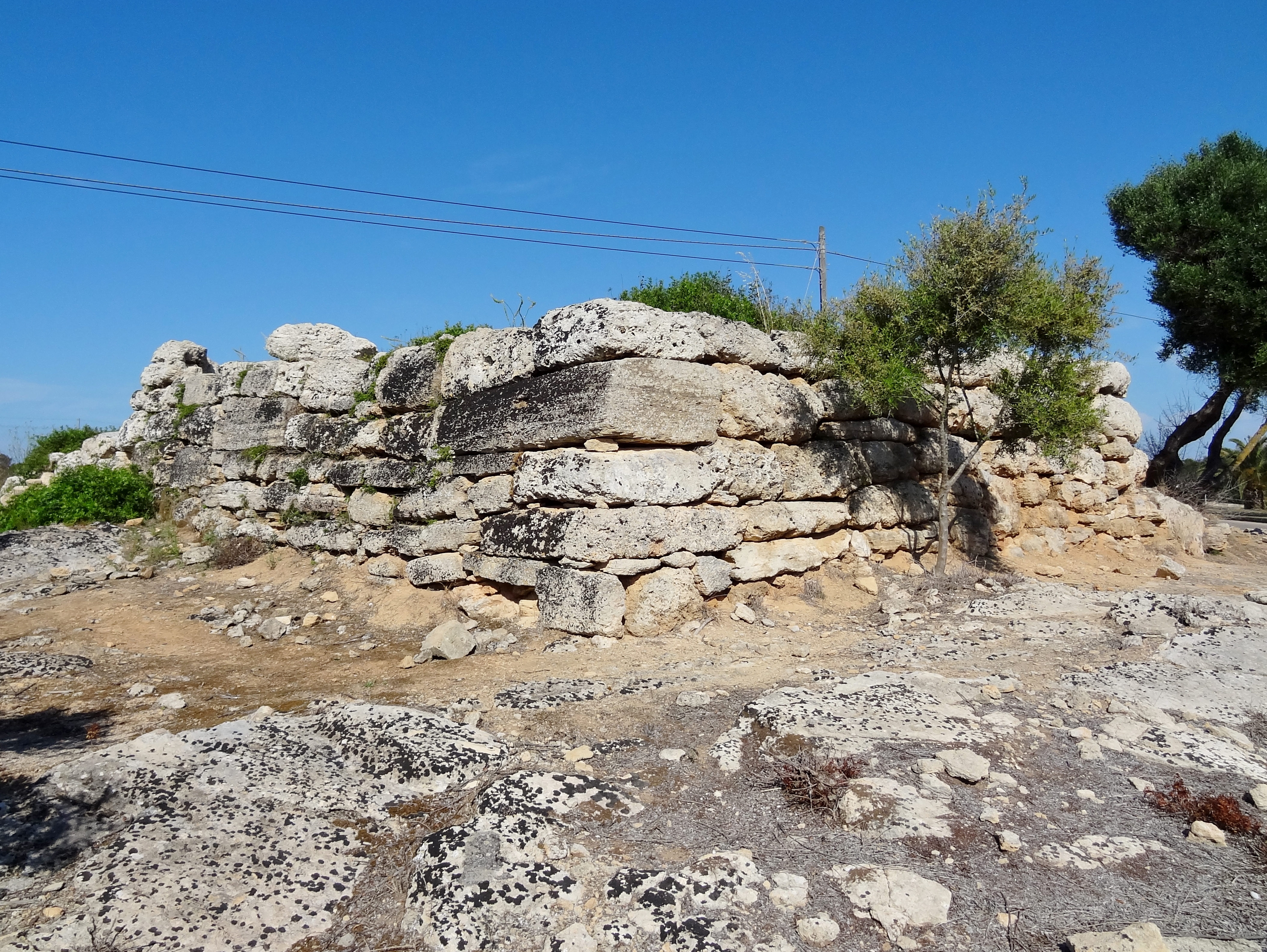
Westecke des Talaiots

Unter den Turmbauten der Kultur des Talaiotikum unterscheidet man quadratische und runde Bauwerke (katalanisch talaiot quadrat und talaiot circular). Der Talaiot de sa Cova de sa Nineta ist von der Anlage her ein quadratischer Turmbau mit einer Seitenlänge an der Basis von ungefähr 11,5 × 11,5 Metern. Die fünf verbliebenen Reihen aufeinandergesetzter bearbeiteter Kalksteinquader verjüngen sich nach oben.
Bei der Bauweise des Talaiots handelt sich um ein Trockenmauerwerk, das heißt, die großen Steinblöcke wurden ohne Verwendung von Verbindungsmaterial aufeinandergeschichtet. Die Steinquader sind dabei nicht von einheitlicher Größe und die horizontalen Reihen unregelmäßig gesetzt. Bei einer Restaurierung Ende der 1960er Jahre fügte man neuere Steine hinzu, um die Stabilität des Bauwerks zu sichern. Eine vormals neben dem Talaiot befindliche Kultstätte wurde bei Bauarbeiten an der Landstraße zerstört.
Zur ehemaligen Höhe des Talaiots ist nichts bekannt, diese kann aus den verbliebenen Resten nicht erschlossen werden. An der Nordostseite hat sich eine sechste Reihe und ein Stein einer siebenten Reihe nach oben erhalten. Der Innenraum ist bis zur Höhe der umlaufenden fünften Steinreihe mit von Vegetation durchwachsenen großen Steinquadern angefüllt, die vom ehemals oberen Teil des Talaiots stammen könnten. An der Südostseite besitzt der Turmbau eine etwa einen Meter breite Öffnung zum Innenraum, die von einem Steinquader der fünften Reihe überdeckt ist. Der Zweck der Öffnung ist unbekannt, allgemein wird von einem Zugang zum Inneren des Talaiots ausgegangen. An der Nordostseite sind Mauerreste von Anbauten erkennbar, unregelmäßiger ausgeführt und unter Verwendung von kleineren Steinen.
Der Talaiot de sa Cova de sa Nineta ist seit 1966 unter der Nummer RI-51-0002747 als archäologisches Monument (Monument arqueològic) registriert. Am 9. Oktober 2011 führte die Gemeinde von Santa Margalida mittels Freiwilligen eine Säuberung der archäologischen Stätte durch, bei der der Talaiot und die Umgebung von der überwuchernden Vegetation befreit wurden. Bei den Arbeiten fand man weitere prähistorische Bodenstrukturen.

Detailansichten des Talaiots
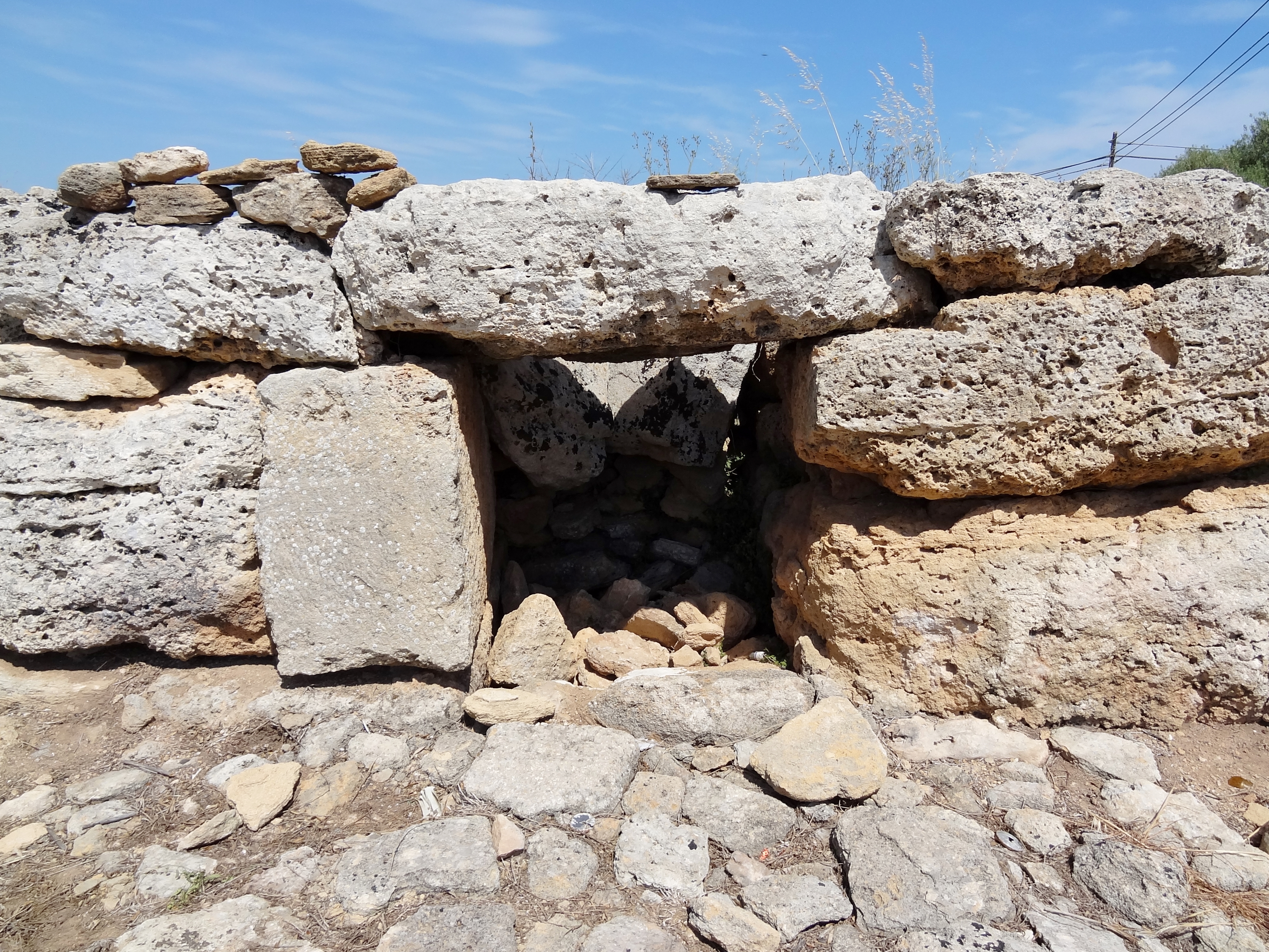
Öffnung im Südosten
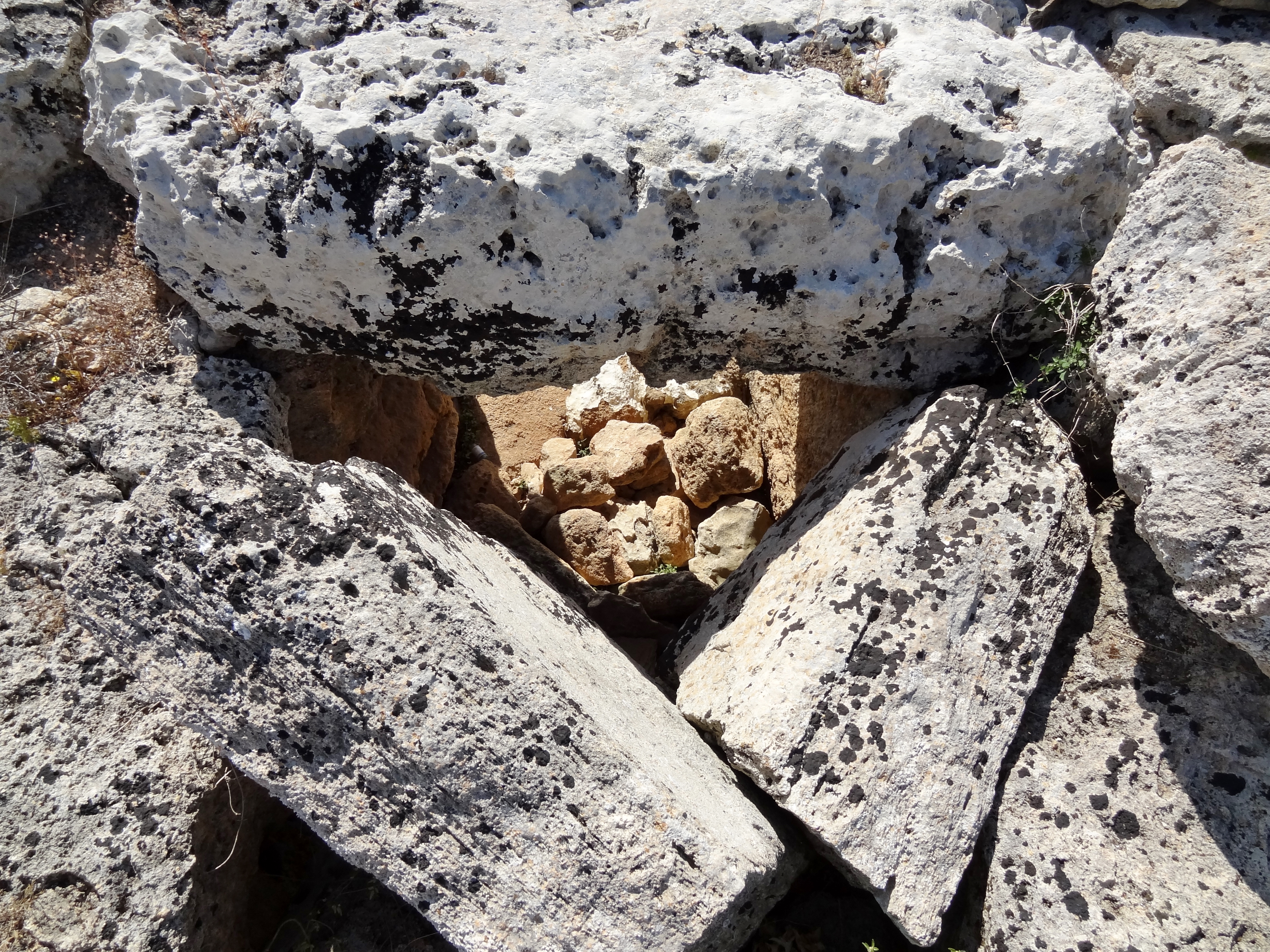
Innenseite der Öffnung
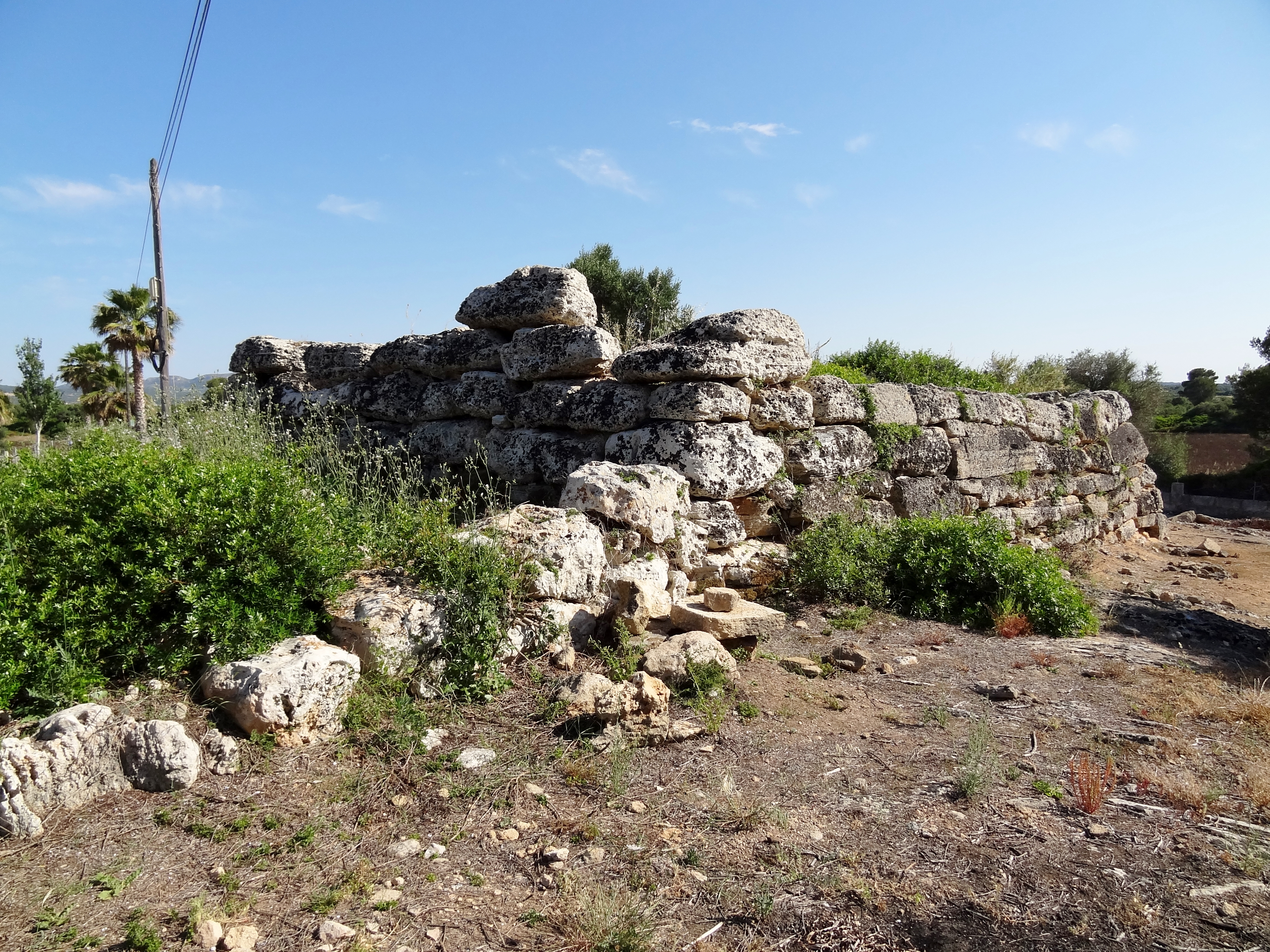
Anbauten im Norden
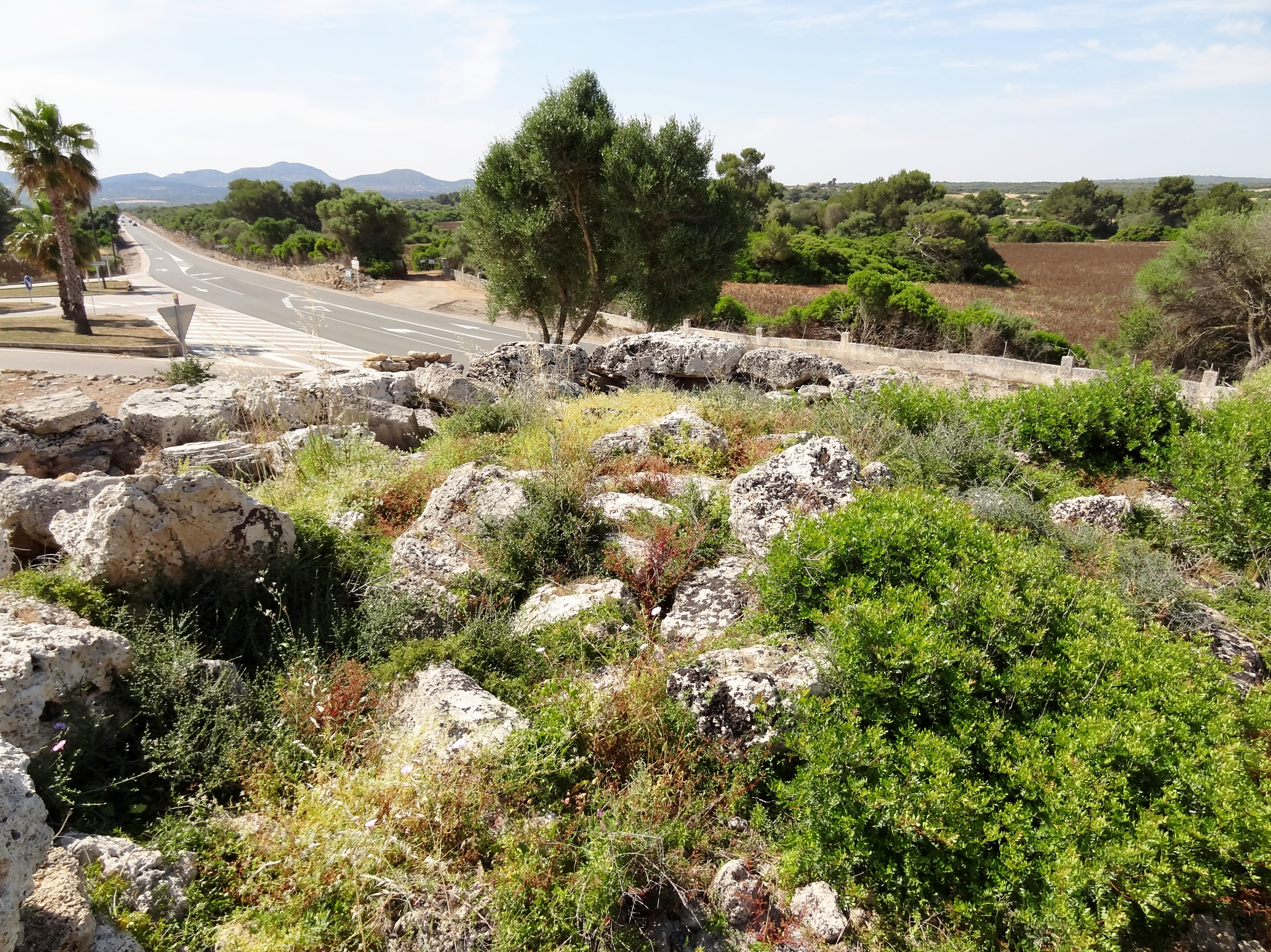
Ausgefüllter Innenraum